# الجاثي (كوكبة)

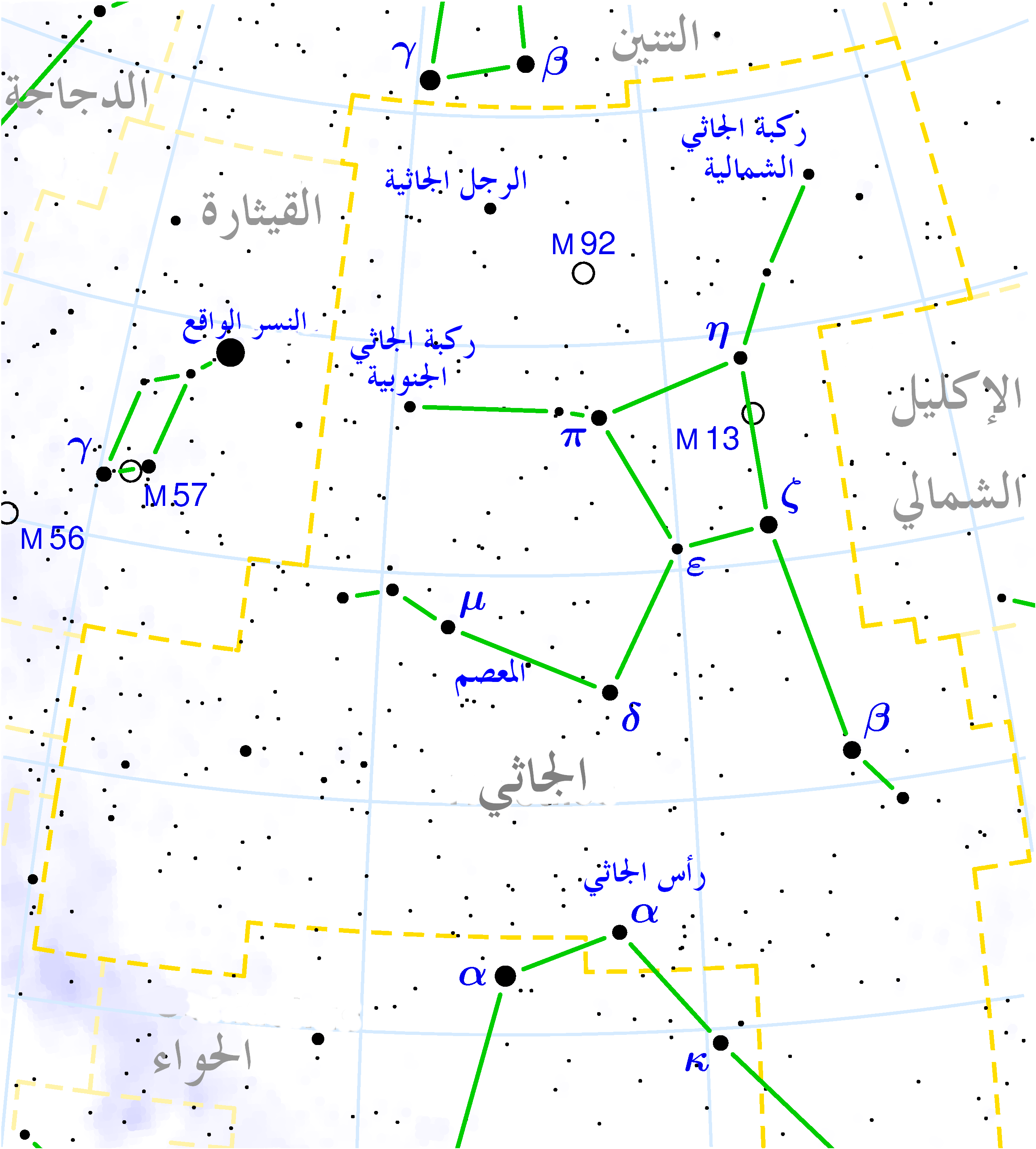
كوكبة الجاثي

الجاثي، الجاثي على ركبتيه، الراقص أو هرقل (باللاتينية: Hercules) كوكبة تقع في نصف الكرة السماوية الشمالي، بين كوكبتي القيثارة والإكليل الشمالي، وهي خامس أكبر الكوكبات، إذ تبلغ مساحتها 1225 درجة مربعة. وهي صورة رَجُلٍ قد مدَّ يده وجثا على ركبتيه، إحدى رجليه على طرف عصا العوَّاء وهي اليمنى، والأخرى عند الأربعة التي على رأس التنين والتي تسمى العوائذ. عدد نجومها 113 ألمَعُها من المرتبة الثالثة والرابعة. أشهرها رأس الجاثي ويُدعى أيضاً كلب الراعي.

## أهم النجوم بكوكبة الجاثي
- رأس الجاثي
- الرجل الجاثية
- ركبة الجاثي الشمالية
- ركبة الجاثي الجنوبية
- المعصم